# A Cinderella Story
A Cinderella Story (en España Una Cenicienta moderna y en Hispanoamérica La nueva Cenicienta) es una película juvenil de romance entre adolescentes, protagonizada por Hillary Duff y Chad Michael Murray estrenada en los cines mundiales en 2004. La película a nivel mundial recaudó casi 75 millones de dólares.
Fue escrita por Leigh Dunlap y dirigida por Mark Rosman.

## Argumento
Samantha Montgomery, tras el fallecimiento de su padre, vive en una familia que no la respeta, haciéndola trabajar como camarera duramente, gracias a su madrastra Fiona y sus dos hermanastras. Sam, en su poco tiempo libre, usa el ordenador, donde conoce a un amigo cibernético, con el cual se está comunicando todo el día, mediante mensajes de texto y chats. Ese chico un día la invita a una fiesta de Halloween, aunque cuando ella ve que es Austin, uno de los chicos más admirados de su instituto, Sam escapa de la fiesta porque debía ir a trabajar a la cafetería, dejando caer su móvil por descuido. 
A partir de ese momento, Samantha intenta por todos los medios que Austin no descubra quién es su Cenicienta. Sus hermanastras le tienden una trampa haciendo que todo el colegio sepa que es ella llamándola "camarera". Tras un encuentro de ambos jóvenes y un largo discurso de la chica, Austin Ames, en medio del partido de fútbol americano del colegio, va a donde está Sam y ambos consiguen ser felices y cumplir el gran sueño de la infancia: entrar en la Universidad de Princeton. Pero cuando Fiona se entera de la carta de aceptación a Sam, se las arregla para que Sam no lo vea y le encarga a sus hijas que deshagan la carta de aceptación y falsifica una carta de rechazo a Sam, creyendo que no será aceptada en la universidad. En la noche del partido final, cuando Sam estaba a punto de irse, Austin sube hasta las graderías y la besa bajo una fuerte lluvia.
Al día siguiente, Sam descubre el testamento de su padre en donde ella es dueña de la casa y de la cafetería. Luego, Fiona es arrestada por obligar a Sam a trabajar bajo severas horas siendo menor de edad y por fraude financiero, por lo que es sentenciada a trabajar en la cafetería sin derecho a acceder al dinero que le quitó a su hijastra para ir a la universidad, bajo la vigilancia de Rhonda, una empleada de la cafetería. Sus hijas Brianna y Gabriella también son forzadas a trabajar evitando ser enviadas a un reformatorio por abusar de Sam. El padre de Austin se dio cuenta del futuro de su hijo por lo que pone un aviso para que el joven pueda ingresar a la universidad.

## Reparto
| Actor               | Personaje                 |
| ------------------- | ------------------------- |
| Hilary Duff         | Samantha "Sam" Montgomery |
| Chad Michael Murray | Austin Ames               |
| Jennifer Coolidge   | Fiona                     |
| Regina King         | Rhonda                    |
| Dan Byrd            | Carter Farrell            |
| Julie Gonzalo       | Shelby Cummings           |
| Madeline Zima       | Brianna                   |
| Andrea Avery        | Gabriella                 |
| Whip Hubbley        | Hal Montgomery            |